# 매직 쾌두
《매직 카이토》(まじっく快斗 마지크 카이토[*])는 아오야마 고쇼 원작의 만화 작품이며, 1987년부터 일본의 《주간 소년 선데이》에 연재 중이다.

## 작품 개요
작자의 대표작 「명탐정 코난」에 괴도 키드가 스폐셜 게스트로 등장하여 그것에 따라 널리 알려지게 된 본작이지만, 연재 개시는 본작이 낡고, 1987년의 초출 이전에 원형 작품 「자연스럽게 루팡」이 존재하고 있다.
이 작품은, 현실적인 세계를 추구하고 있는 「명탐정 코난」과 달리 코믹컬한 세계관이며, 비현실적인 트릭을 사용하거나 마법이 존재한다. 그러나, 「수수께끼의 조직」, 「주인공이 자신을 정체를 비밀로 하고 있다」, 「주인공 원래의 용모나 소리가 비슷하다」등 양 작품에는 공통(유사)의 설정이 다수 있어, 작자에 의하면 그것들에는 무엇인가 이유가 있는 모습. 또, 주인공 괴도 키드에 대한 인상도 양 작품의 사이에 인상이 달라, 「명탐정 코난」에서의 괴도 키드는 쿨함이 강조되고 있다.
증간호 연재기는 단지 코믹컬한 괴도였지만, 카이토의 원수인 수수께끼의 조직이 등장한 이후, 카이토의 도둑질의 목적이 명확화된 감도 있어 약간 정취가 변한다. 코믹컬한 세계관인 것에 변화는 없기는 하지만, 조직의 그림자가 조금씩 날리거나 아버지의 과거에 관련되는 에피소드가 있거나와 이전에는 없었던 진지함이 더해지게 되어, 초기와 같이 특히 의미도 없게 괴도 키드로 변신하거나 정체가 드러날 가능성이 있는 학교나 아오코의 앞에서 카이토가 키드로 변장하는 일이 없어졌다.
초기의 각 화 부제에는, 유명 영화의 타이틀을 모방한 것이 사용되고 있었지만, 「판도라」의 설정 등장 후에는, 각 화의 제목이 괴도 키드가 타겟으로 노리는 한 빅 쥬얼의 이름(이것들 빅쥬얼 이름에는 대체로 「색」 명칭이 들어간다)이 그대로 부제에 사용되게 되었다. 또, 초기에는 1화 완결이었지만, 최근의 에피소드는 전후편의 2화 구성이 되고 있다.
연재 개시부터 20년 이상 지난 현재, 작품 초기와 현재는 도안이 크게 다르다.

## 등장인물
성우 순은 일본판/한국판 순이다.
- 괴도 키드 / 쿠로바 카이토 (고희도)
  - 성우 : 야마구치 캇페이 / 오인성(KBS), 신용우(투니버스), 안영미 (어린시절)

본편의 주인공. 2대째 괴도 키드. 마술을 잘 부린다. 매직 쾌두에서는 개구쟁이 기질이 많은 것으로 그려지며 명탐정 코난에서의 코믹한 쿨가이로서의 모습이 적게 표현된다.
- 나카모리 아오코 (임청아)
  - 성우 : 이와이 유키코 / 임미진(KBS), 여민정(투니버스), 방연지 (어린시절)

쿠로바 카이토의 소꿉친구이자 좋아하는 사람. 형사일로 바쁜 아버지를 항상 걱정하며, 매사에 열심히다. 카이토와는 항상 티격태격하지만 좋아하는 감정을 가지고 있다. 외모는 모리 란(유미란)과 많이 닮았으며 순수한 면이 많다.
- 나카모리 킨조 (임은삼)
  - 성우: 이시즈카 운쇼 / 설영범

아오코의 아버지이자, 항구 경찰서에 소속하는 경부. 후에 경시청 수사 2과에 전속이 된다. 선대 키드의 무렵부터 키드를 체포하기 위해 계속 쫓고 있지만 카이토가 2대 괴도 키드임을 모르고 있다.
- 하쿠바 사구루 (백준수)
  - 성우: 이시다 아키라 / 정재헌

괴도 키드의 라이벌이자, 소년탐정. 쿠로바 카이토(고희도)와 같은 고등학교에 재학 중이며 카이토를 키드로 의심하고 있다. 코난 본편과 극장판에서도 키드를 쫓는 탐정으로 등장한 바 있다.
- 코이즈미 아카코 (진홍은)
  - 성우: 하야시바라 메구미(219화)→사와시로 미유키(괴도키드 스페셜)→키타무라 에리 / 김현심

카이토와 아오코의 같은 반 친구이자 마녀로 카이토가 괴도 키드라는 사실을 알고 있으며 그를 좋아하고 있다. 공교롭게도 미네 후지코와 동일한 성우가 담당하고 있다.
- 지이 코노스케 (지인호)
  - 성우: 야다 코지 / 하자마 미치오 / 손종환

1대 괴도 키드 쿠로바 도이치(고기영)의 조수(카이토의 호칭 : 할아범)로써, 카이토에게 아버지 쿠로바 도이치(고기영)의 죽음에 배경에 대해 본의 아니게 설명하게 됨. 애니 1화와 원작 1화에 등장함.
- 쿠로바 치카게 (차산혜)
  - 성우 : 토미자와 미치에 / 박경혜

쿠로바 도이치의 아내이자 쿠로바 카이토의 어머니. 쿠로바 도이치가 사망한 이후 홀몸으로 카이토를 키웠으며, 남편인 쿠로바 도이치와 아들인 쿠로바 카이토가 각각 제1대 괴도 키드와 제2대 괴도 키드라는 사실을 알고 있다.
- 쿠로바 도이치 (고기영)
  - 성우 : 이케다 슈이치 / 민응식

카이토의 아버지로 해 초대 키드. 세계적인 마술사이며, 10대의 무렵부터 온 세상을 날아다녀 약관 20세에 FISM(매직 협회 국제연합)로 그랑프리를 획득할 정도의 솜씨였다. 18년 전의 괴도 키드로 활동해왔으나, 8년 전 매직쇼 도중 사고로 가장되어 암살된다.
- 모모이 케이코 (이혜미)
  - 성우: 이와이 유키코 / 카야노 아이 / 김현지

쿠로바 카이토와 나카모리 아오코의 같은 반 친구로 주로 아오코와 함께 다닌다. 코난과 똑같은 안경이 인상적이며 트윈테일의 머리 모양을 유지하고 있다. 담임 선생님(여성)과는 비슷한 외모의 소유자이나 서로 가족 관계는 아니다.
- 스네이크
  - 성우: 오오츠카 호우츄 / 이장원

쿠로바 카이토가 추적하고 있는 조직의 조직원으로 비밀의 보석 판도라를 찾고 있으며 그로 인해 판도라를 찾기 위해 빅쥬얼을 노리는 괴도 키드와 자주 충돌한다. 쿠로바 도이치가 괴도 키드인 것은 알고 있으나 현재 쿠로바 카이토가 괴도 키드인 것을 모른채 8년 전에 일어난 사고에서 도이치가 죽지 않고 살아나 괴도 짓을 하고 있다고 믿는 인물이기도 하다.
- 스파이더
  - 성우: 나미카와 다이스케 / 위훈

- 조직의 부보스
  - 성우: 아리모토 킨류 / 문관일

## 등장 서적

### 코믹스
- 괴도 쾌두 1 1988년 4월 15일 (국내판 : 1998년 6월 1일) ISBN 978-4-09-122081-3
- 괴도 쾌두 2 1988년 10월 15일 (국내판 : 1998년 6월 1일) ISBN 978-4-09-122082-0
- 괴도 쾌두 3 1994년 9월 15일 (국내판 : 1998년 7월 1일) ISBN 978-4-09-122083-7
- 괴도 쾌두 4 2007년 2월 16일 (국내판 : 2009년 10월 25일) ISBN 978-4-09-121005-0

### 특별 편집 코믹스
- 괴도 쾌두 ~TREASURED EDITION~ 1 2011년 8월 5일 ISBN 978-4-09-123276-2/ 애니메이션 DVD 첨부 ISBN 978-4-09-941723-9
- 괴도 쾌두 ~TREASURED EDITION~ 2 2011년 9월 15일 ISBN 978-4-09-123277-9/ 애니메이션 DVD 첨부 ISBN 978-4-09-941724-6

### 관련 서적
- 「명탐정 코난 대결 괴도 키드편」 2004년 4월 5일 ISBN 978-4-09-127761-9
- 「명탐정 코난 코난 VS 괴도 키드 완전판」 2004년 5월 1일 ISBN 978-4-09-179404-8
- 「 단편집 4번 서드」 1999년 12월 15일 ISBN 978-4-09-121846-9(원형 작품 「자연스럽게 루팡」수록)

## TV 애니메이션

### 매직 카이토
2010년, 괴도 키드가 주연으로 등장하는 명탐정 코난: 천공의 난파선이 개봉되기로 결정되어 그 기념으로 만화 『매직 카이토』(한국명 : 매직 쾌두)가 총 1편의 TV 애니메이션 영화로 제작되었다. 2010년 4월 17일에 일본의 애니메이션 전문 채널 애니맥스를 통해 매직 카이토 1화 "되살아난 괴도"가 방영되었고 이는 명탐정 코난에 맞게 편집하여 4월 24일, 코난의 스페셜화로 방영되었다. 이후 1화와 이어지는 시리즈를 『명탐정 코난』 내 스페셜 화로 제작하여 현재 12화까지 제작되었다.

#### 제작진
- 원작 / 캐릭터 원안 : 아오야마 고쇼
- 감독 : 히라노 토시타카
- 시리즈 구성 : 미야시타 쥰이치
- 캐릭터 디자인 : 사토 마사키 → 스도 마사토모, 무타 세이지
- 색채설계 : 요시자와 다이스케 → 미야와키 유미
- 미술감독 : 우에다 슈우조 → 와타나베 사토시, 우에다 슈우조
- 촬영감독 : 야나기다 미와 → 노구치 타츠오
- 편집 : 타쿠마 편집실 → 타쿠마 쥰
- 음향감독 : 나가사키 유키오
- 음향효과 : 요코야마 마사카즈, 요코야마 아키
- 음악 : 우메보리 아츠시
- 프로듀서 : 요시오카 마사히토, 아사이 미토메 → 키타다 슈이치, 아사이 미토메, 미조카미 타케시 → 요네쿠라 이사토, 아사이 미토메, 미조카미 타케시
- 치프 프로듀서 : (부재) → 스와 미치히코, 이시야마 케이이치
- 애니메이션 제작 : TMS 엔터테인먼트 → TMS/V1 Studio
- 제작 : 매직 카이토 제작위원회 → ytv, 쇼가쿠칸, 톰스 엔터테인먼트

### 명탐정 코난 괴도 키드 스페셜 (매직 카이토)
매직 카이토 본편은 TV 영화로 제작되어 1화로 종결되었고, 2화 이후 명탐정 코난의 스페셜화로 제작되어 이후 내용이 전개되고 있다.

### 매직 카이토 1412
2014년에 명탐정 코난 연재 20주년을 기념하여 10월 4일부터 새 매직 카이토 애니메이션이 명탐정 코난의 앞타임에 방영 중이다. 총 2쿨로 24부작이다.
오리지널 에피소드로 코난에서 키드가 등장한 화를 키드의 시선에서 보는 콜라보레이션이 예정되어 있다.
전의 매직 카이토와 다르게 제작사가 A-1 Pictures이며 제작사가 다르기 때문에 작화가 전과 많이 다르다.

### 명탐정 코난
명탐정 코난 (TV시리즈 애니메이션)
매직 카이토 인기 캐릭터인 괴도 키드가 주도적으로 등장하거나 언급된 에피소드를 중심으로 목록이 작성되었는데 마지막 한장면에서만 등장해도 목록에 포함된다.
1. 제76화 : 코난 VS 괴도 키드
2. 제132화 : 마술 애호가 살인 사건 (사건편)
3. 제133화 : 마술 애호가 살인 사건 (의혹편)
4. 제134화 : 마술 애호가 살인 사건 (해결편)
5. 제219화 : 모여드는 명탐정 쿠도 신이치 VS 괴도 키드
6. 제356화 : 괴도 키드의 놀라운 경이 공중 보행
7. 제394화 : 기발한 저택의 대모험 (봉인편)
8. 제395화 : 기발한 저택의 대모험 (장치편)
9. 제396화 : 기발한 저택의 대모험 (해결편)
10. 제469화 : 괴도 키드와 네 명화 (전편)
11. 제470화 : 괴도 키드와 네 명화 (후편)
12. 제472화 : 소년 쿠도 신이치의 모험 (전편)
13. 제473화 : 소년 쿠도 신이치의 모험 (후편)
14. 제479화 : 핫토리 헤이지 다음과의 3일간
15. 제515화 : 괴도 키드의 순간 이동 마술
16. 제537화 : 괴도 키드 VS 최강 금고 (전편)
17. 제538화 : 괴도 키드 VS 최강 금고 (후편)
18. 제585화 : 시간을 초월한 벚꽃의 사랑
19. 제586화 : 어둠으로 사라진 기린의 뿔
20. 제587화 : 키드 vs 사신 탐정단
21. 제627화 : 코난 키드의 료마 보물 공방전 (전편)
22. 제628화 : 코난 키드의 료마 보물 공방전 (후편)
23. 제701화 : 찰흑의 미스테리 트레인 (발차)
24. 제702화 : 찰흑의 미스테리 트레인 (터널)
25. 제703화 : 찰흑의 미스테리 트레인 (교차)
26. 제704화 : 찰흑의 미스테리 트레인 (종점)
27. 제724화 : 괴도 키드와 붉은 얼굴의 인어 (전편)
28. 제725화 : 괴도 키드와 붉은 얼굴의 인어 (후편)
29. 제746화 : 괴도 키드 vs 쿄고쿠 마코토 (전편)
30. 제747화 : 괴도 키드 vs 쿄고쿠 마코토 (후편)
31. 제887화 : 괴도키드와 기계상자 (전편)
32. 제888화 : 괴도키드와 기계상자 (후편)

명탐정 코난 (극장판)
1. 극장판 3기 : 세기말의 마술사
2. 극장판 8기 : 은빛 날개의 마법사
3. 극장판 10기 : 탐정들의 진혼가
4. 극장판 14기 : 천공의 난파선
5. 루팡 3세 vs 명탐정 코난 THE MOVIE
6. 극장판 19기: 화염의 해바라기
7. 극장판 23기 : 감청의 권

명탐정 코난 (OVA판)
1. 명탐정 코난 코난 VS 키드 VS 야이바 보도 쟁탈 대결전!!
2. 명탐정 코난 코난과 키드와 크리스탈 마더
3. 명탐정 코난 사라진 다이아를 쫓아라! 코난 · 헤이지 VS 키드!
4. 명탐정 코난 KID in TRAP ISLAND

## 같이 보기
- 괴도 키드
- 더 파이팅
- 소년탐정 김전일